# PBEL
PBEL, är ett musikaliskt samarbete mellan musiker från olika rötter. Deras fokus ligger på jam baserade studio sessioner som härrör från jazz blandat med poesi och rap. PBEL föddes och blev till under ledning av Johan Efrik som under 2005 arbetade mycket i studio med ett antal olika projekt. Resultatet blev en vinyl EP "Intermezzo-4.1" som gjordes under 48 timmar från 0 till färdig master. Intermezzo-4.1 kom senare att släppas under våren 2006 på On Axis Recordings. I samband med detta dök PBEL bl.a. upp i ett antal olika Svenska TV-reklamer samt som filmmusik till WeSC Calendar Movie där bland annat Chris Pastras, Jason Lee, Seth Enslow och Jerry Hsu medverkar.
Ett nytt album kommer att släppas under sommaren 2013 där återfinns bland annat poeterna Johan Jönson, Henry Bowers och Dödfödd (Mat åt Far) med som gäster.

## Diskografi
- PBEL - Bröd av Sten (2013)
- PBEL - Intermezzo-4.1 (2006)